# پانوتیا

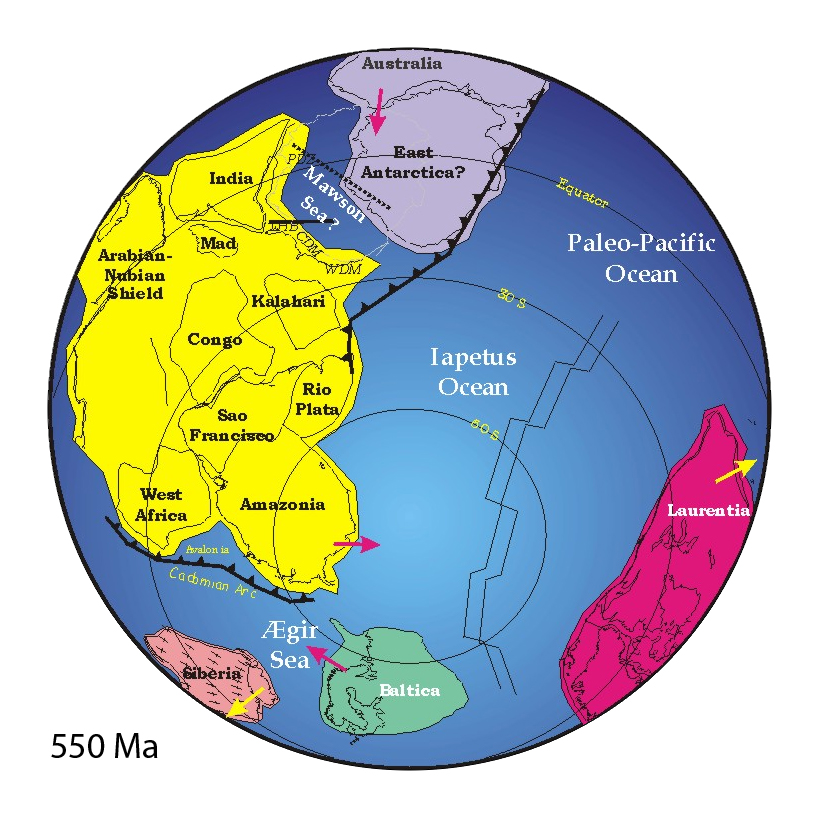
موقعیت قاره‌ها در سال پیش

پانوتیا (نام علمی: Pannotia) ابرقاره‌ای فرضی است که از دورهٔ کوه‌زایی پان‌آفریقایی در حدود ۶۰۰ میلیون سال پیش تا پایان دورهٔ پرکامبرین در حدود ۵۵۰ میلیون سال پیش وجود داشته‌است. پانوتیا نخستین بار در سال ۱۹۹۷ توسط ایان دییِل توصیف شد. این ابرقاره با نام ابرقارهٔ وندیان نیز شناخته می‌شود. ابر قارهٔ پانوتیا از حدود ۵۵۰ میلیون سال قبل به چهار قارهٔ لورنتیا، سیبریا، بالتیکا و گوندوانا تقسیم شد.

## شکل‌گیری
در حدود ۷۵۰ میلیون سال پیش، ابرقارهٔ رودینیا از هم شکافت و به سه قارهٔ پروتو-لوراسیا (که در نهایت گسیخت و در قالب لوراسیا دوباره شکل‌گرفت)، کراتون قاره‌ای کنگو و پروتو-گونداوانا (شامل تمامی گندوانا به‌جز کراتون کنگو و آتلانتیکا) تقسیم شد.
پروتو-لوراسیا با چرخشی به سمت جنوب به سوی قطب جنوب قرار گرفت و چرخش پروتو-گوندوانا در خلاف جهت حرکت عقربه‌های ساعت بود. کراتون کنگو در حدود ۶۰۰ میلیون سال پیش در بین پروتو-گوندوانا و پروتو-لوراسیا قرار گرفت و بدین‌ترتیب پانوتیا تشکیل شد. شواهد نشان می‌دهد که با قرار گرفتن توده‌های خشکی فراوان در نزدیکی دو قطب، یخچال‌های بیشتری در این زمان در مقایسه با هر زمان دیگری در تاریخ زمین‌شناسی پدید آمد.

## جغرافیا و دوره
پانوتیا ظاهری شبیه به V یی داشت که به سمت شمال شرقی قرار گرفته باشد. درون این V، اقیانوسی بود که به‌هنگام گسیخت رودینیا شکل گرفته بود. این اقیانوس پانتالاسا نام داشت که بعدتر به اقیانوس آرام اولیه تبدیل شد. همچنین تیغه‌ای میان‌اقیانوسی در میان این اقیانوس وجود داشت. در خارج از این V، اقیانوس باستانی بسیار بزرگی با نام اقیانوس پان‌آفریقایی قرار داشت که احتمالاً دور پانوتیا را فرا گرفته بود و اندازه‌ای برابر با اقیانوس پانتالاسا داشت.
پانوتیا عمری کوتاه داشت. برخوردهایی که باعث شکل‌گیری این ابرقاره شده‌بودند برخوردهایی زودگذر بودند و قاره‌های تشکیل‌دهندهٔ آن نیز خود داشتند تقسیم می‌شدند. پانوتیا تا حدود ۵۴۰ میلیون سال پیش یعنی تنها ۶۰ میلیون سال پس از تشکیلش از هم پاشید و به ۴ قارهٔ لورنتیا، بالتیکا، سیبریا و گوندوانا تقسیم شد. توده‌های تغییر شکل‌دادهٔ خشکی سپس بار دیگر به‌یکدیگر پیوستند و ابرقارهٔ پانجه‌آ شکل گرفت.
اصطلاح دیگری که برای نامیدن ابرقاره‌ای که گمان می‌رود در پایان دوران پیشین‌زیستی نو (نئوپروتزوئیک) وجود داشته به‌کار می‌رود «خشکی گواندانای بزرگ» است که در سال ۱۹۹۴ توسط استرن پیشنهاد گردید. بدین‌ترتیب این موضوع که ابرقارهٔ گوندوانا که در پایان دوران پیشین‌زیستی نو شکل گرفت خود زمانی بخشی از ابرقارهٔ بزرگتری در این زمان بوده‌است توسط این نام تأیید می‌شود.

## یادداشت
1. ↑  Ian W. D. Dalziel
2. ↑  در دورهٔ کامبرین